# Boraan (stofklasse)

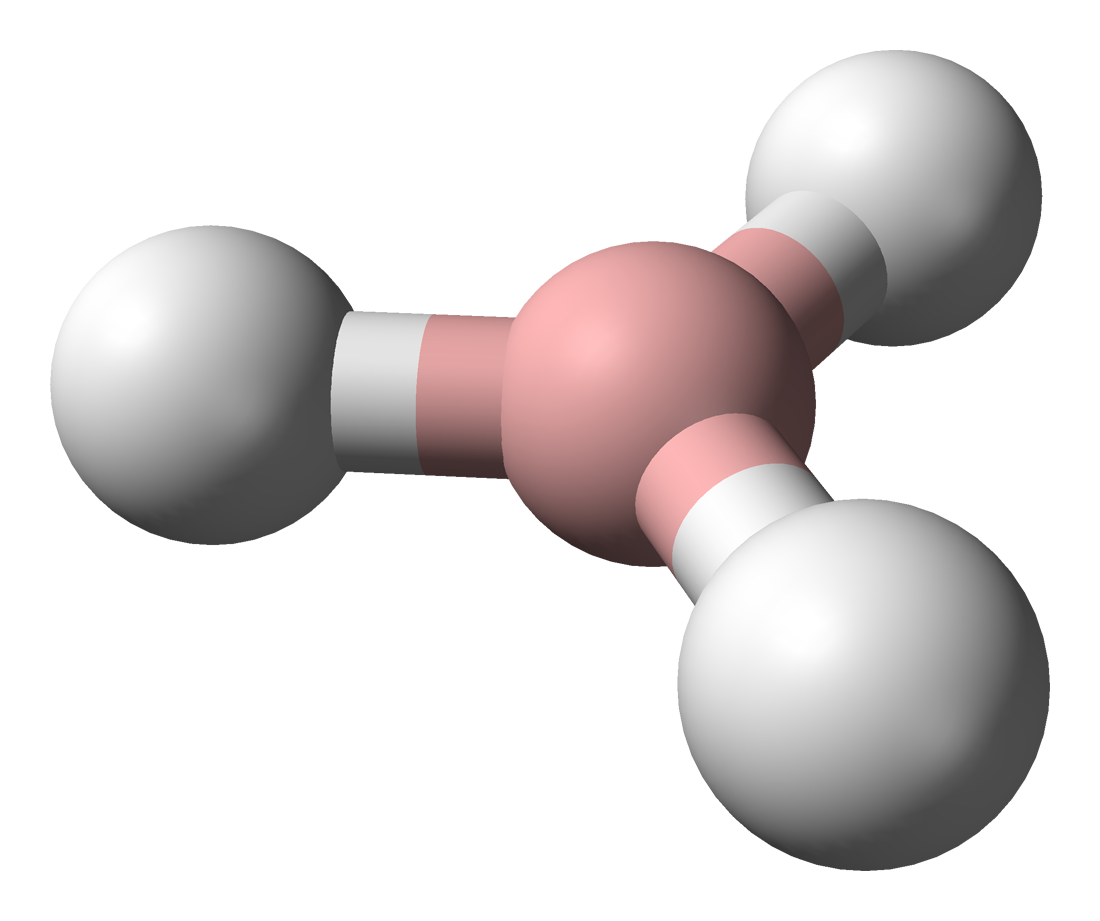
Boraan

In de chemie is een boraan een verbinding van boor en waterstof. De boranen vormen een grote groep verbindingen met de algemene formule BxHy. De verbindingen komen niet in de natuur voor. Veel boranen worden aan de lucht snel geoxideerd, sommigen zelfs op een explosieve manier. Het kleinste lid van de familie, BH3 wordt 'boraan' of 'monoboraan' genoemd. Deze verbinding is niet stabiel en dimeriseert zeer snel tot diboraan, B2H6. In de grotere leden van de familie komen clusters van booratomen voor, bijvoorbeeld B20H26 waarvan verschillende isomeren bestaan. Deze isomeren zijn wel allemaal gebaseerd op twee gekoppelde clusters van 10 booratomen.
De belangrijkste boranen zijn diboraan (B2H6), pentaboraan (B5H9) en decaboraan (B10H14).
De boranen leidden tot verschillende nieuwe technieken en ideeën in de chemie. De eerste praktische onderzoekers van de boranen moesten de experimentele technieken ontwikkelen die nodig waren om de zuurstofgevoelige verbindingen te kunnen hanteren. Bovendien moesten theoretisch chemici een bevredigende verklaring vinden voor de manier waarop de binding in boranen tot stand komt. Ooit zijn boranen onderzocht als mogelijke brandstof voor raketten.
Recentelijk zijn nieuwe, aan boranen verwante, groepen verbindingen ontdekt, zoals de carboranen waarin een of meer booratomen vervangen zijn door koolstof en de metalloboranen, waarin een of meer booratomen door metaalatomen zijn vervangen.

## Geschiedenis
De ontwikkeling van de boraanchemie bood twee uitdagingen aan de chemici. Ten eerste moesten nieuwe laboratoriumtechnieken ontwikkeld worden om de zeer reactieve verbindingen te kunnen hanteren. Ten tweede vormden de structuren een uitdaging voor de beschrijving van de chemische binding.
Alfred Stock, een Duitse chemicus, was de eerste die de serie boor-waterstofverbindingen beschreef. In zijn onderzoeksgroep werden de glasvacuümlijn en de technieken ontwikkeld om de boorverbindingen te hanteren. Blootstelling aan kwik, gebruikt in de kwikdiffusiepompen, leidde tot kwikvergiftiging bij Stock. Hij was de eerste die in wetenschappelijke artikelen dit onderwerp beschreef. De chemische binding in boranen werd onderzocht door Lipscomb en zijn groep. Lipscomb ontving in 1976 de Nobelprijs voor de Scheikunde voor dit werk. PSEPT, (ook bekend als "Wades rules") kunnen gebruikt worden om de structuur van boranen te voorspellen.
Tijdens de Tweede Wereldoorlog groeide de interesse in boranen in verband met de mogelijkheid om uraniumboorhydride te gebruiken om uranium-235 te zuiveren. In de Verenigde Staten onderzocht een team onder leiding van Schlesinger de basischemie van de boorhydriden en de overeenkomstige aluminiumhydrides. Hoewel uraniumboorhydride uiteindelijk niet voor de isotoopscheiding is gebruikt, vormde Schlesingers werk een solide basis voor de ontwikkeling van een groot aantal boorhydridereagentia die gebruikt worden in de organische synthese. Veel van het praktische werk werd gedaan door een student van Schlesinger, Herbert C. Brown. Zo wordt bijvoorbeeld natriumboorhydride als standaardreagens gebruikt in de reductie van aldehyden en ketonen naar de overeenkomstige alkanolen. Brown ontving in 1979 de Nobelprijs voor chemie in verband met dit werk.
In de jaren vijftig en de vroege jaren zestig van de 20e eeuw investeerden de Verenigde Staten en de Sovjet-Unie in boorhydriden in verband met de hoge verbrandingswarmte van deze verbindingen. Zeer snelle straaljagers als de North American B-70 Valkyrie gebruikten deze brandstof. De ontwikkeling van geavanceerde grond-luchtraketten maakte de snelle straaljagers overbodig en de brandstofprogramma's werden stopgezet, hoewel tri-ethylboraan (TEB) later gebruikt werd in de SR-71 Blackbird.

## Algemene formules voor de boranen
Er zijn vier series boraanclusters, in grote moleculen zijn meerdere clusters met elkaar gekoppeld. In de volgende tabel staat de n voor het aantal booratomen in het cluster.
| Type     | Formule | Opmerking                                   |
| -------- | ------- | ------------------------------------------- |
| closo−   | BnHn2−  | Er zijn geen neutrale BnHn+2 boranen bekend |
| nido−    | BnHn+4  |                                             |
| arachno− | BnHn+6  |                                             |
| hypho−   | BnHn+8  | Alleen afgeleide verbindingen bekend        |

Er is een serie gesubstitueerde neutrale hyperclosoboranen bekend met de theoretische formule BnHn. Voorbeelden zijn: B12(OCH2C6H5)12 dat als stabiel gesubstitueerd hypercloso-B12H12 kan worden beschouwd.

## Afspraken over naamgeving
De naamgeving van neutrale boranen wordt geïllustreerd met de voorbeelden. Het Griekse voorvoegsel in de naam geeft het aantal booratomen in de verbinding aan, het aantal waterstofatomen wordt weergegeven tussen ronde haken.
- B5H9 pentaboraan(9)
- B6H12 hexaboraan(12)

De naamgeving van anionen wordt met het volgende voorbeeld geïllustreerd. Het aantal waterstofatomen wordt aangegeven, gevolgd door het aantal booratomen, de lading staat tussen ronde haken.
- B5H8− octahydropentaboraat(1−)

Indien noodzakelijk kunnen closo− nido− et cetera toegevoegd worden
- B5H9, nidopentaboraan(9)
- B4H10, arachnotetraboraan(10)
- B6H62−, hexahydroclosohexaboraat(2-)

Het zal niemand verbazen dat een groot aantal van deze verbindingen van triviale namen is voorzien.

## Soorten boorclusters
In het begin van de jaren zeventig van de 20e eeuw realiseerde men zich dat de clusters van booratomen aan elkaar gerelateerd waren én dat ze benaderd konden worden als deltaëder of als deltaëders met een of meer ontbrekende hoekpunten. De in de boraanchemie voorkomende deltaëders zijn (de gebruikte namen worden door veel chemici toegepast):
| deltaëder                           | hoekpunten |
| ----------------------------------- | ---------- |
| trigonale bipiramide                | 5          |
| octaëder                            | 6          |
| pentagonale bipiramide              | 7          |
| dodecaëder                          | 8          |
| driezijdig vergroot prisma          | 9          |
| dubbel vergroot vierkant antiprisma | 10         |
| octadecaëder                        | 11         |
| icosaëder                           | 12         |

Een van de eigenschappen van de deltaëders is dat de booratomen op de hoekpunten verschillende aantallen booratomen als directe buren kunnen hebben. In de pentagonale bipiramide hebben 2 booratomen 3 anderen als buur, terwijl 3 booratomen 4 anderen als directe buur "zien". In de octaëder zijn alle hoekpunten gelijk: ieder booratoom heeft 4 directe buren. Deze verschillen in de omgeving zijn belangrijk als men de clusters bekijkt met 11B NMR, want de verschillende booratomen hebben ook een verschillende chemische verschuiving.
- Diboraan, B2H6
- Pentaboraan-[9], B5H9
- Decaboraan-[14], B10H14
- B12H122−

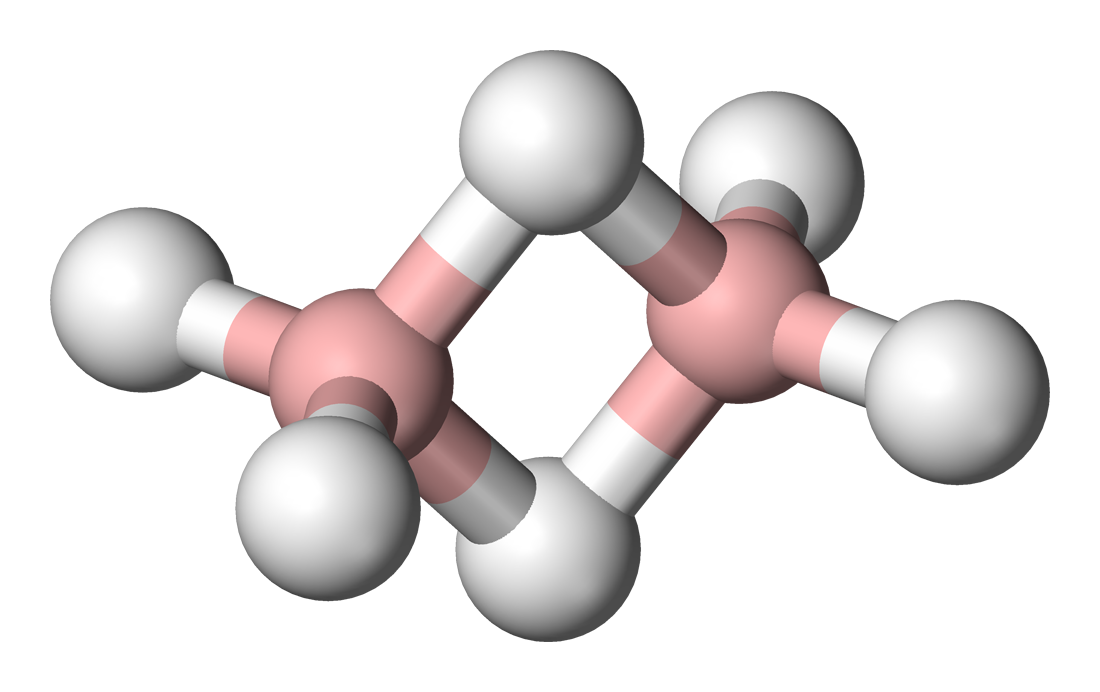
Diboraan, B_{2}H_{6}
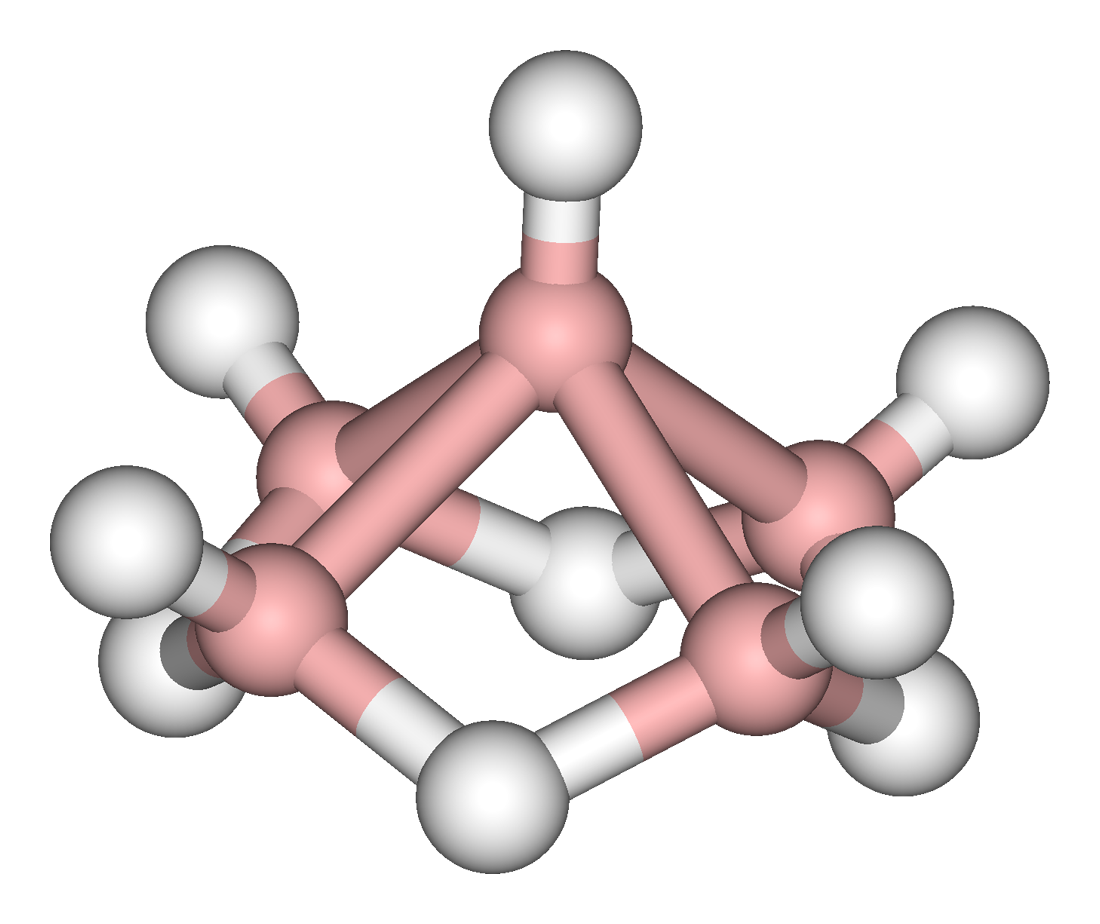
[[Pentaboraan|Pentaboraan-[9], B_{5}H_{9}]]
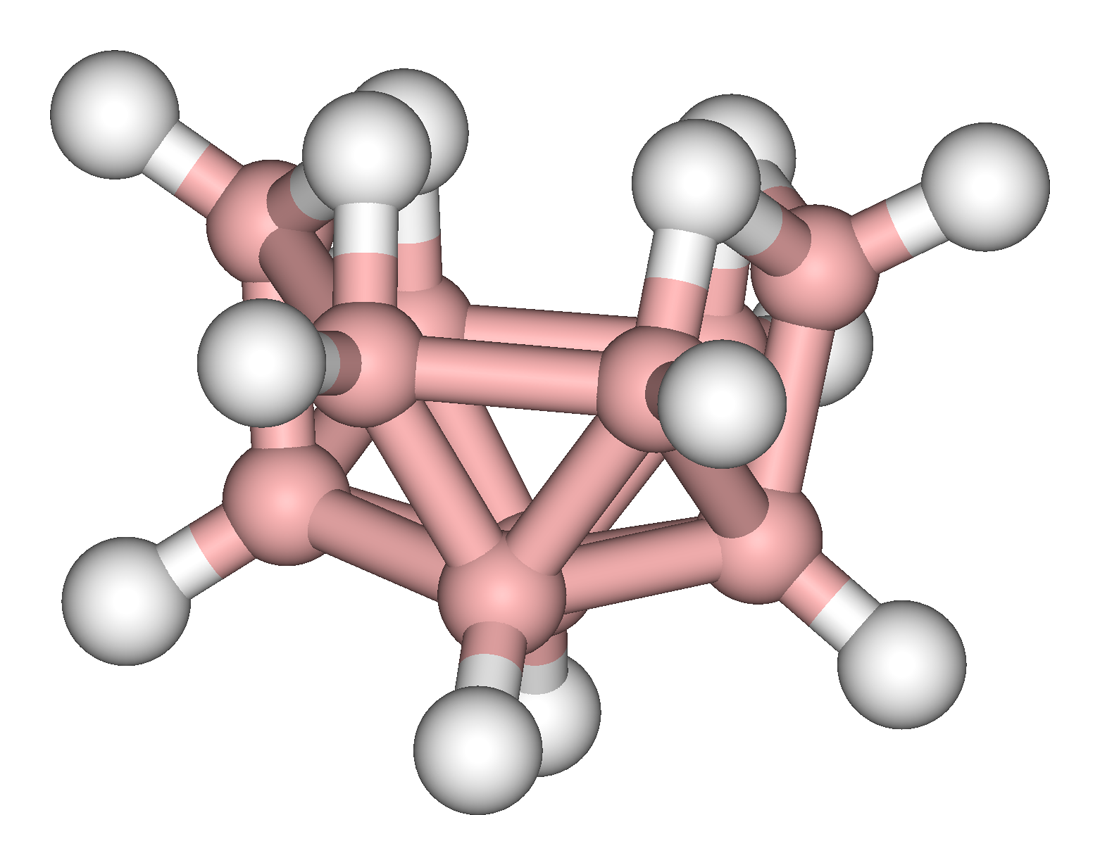
[[Decaboraan|Decaboraan-[14], B_{10}H_{14}]]
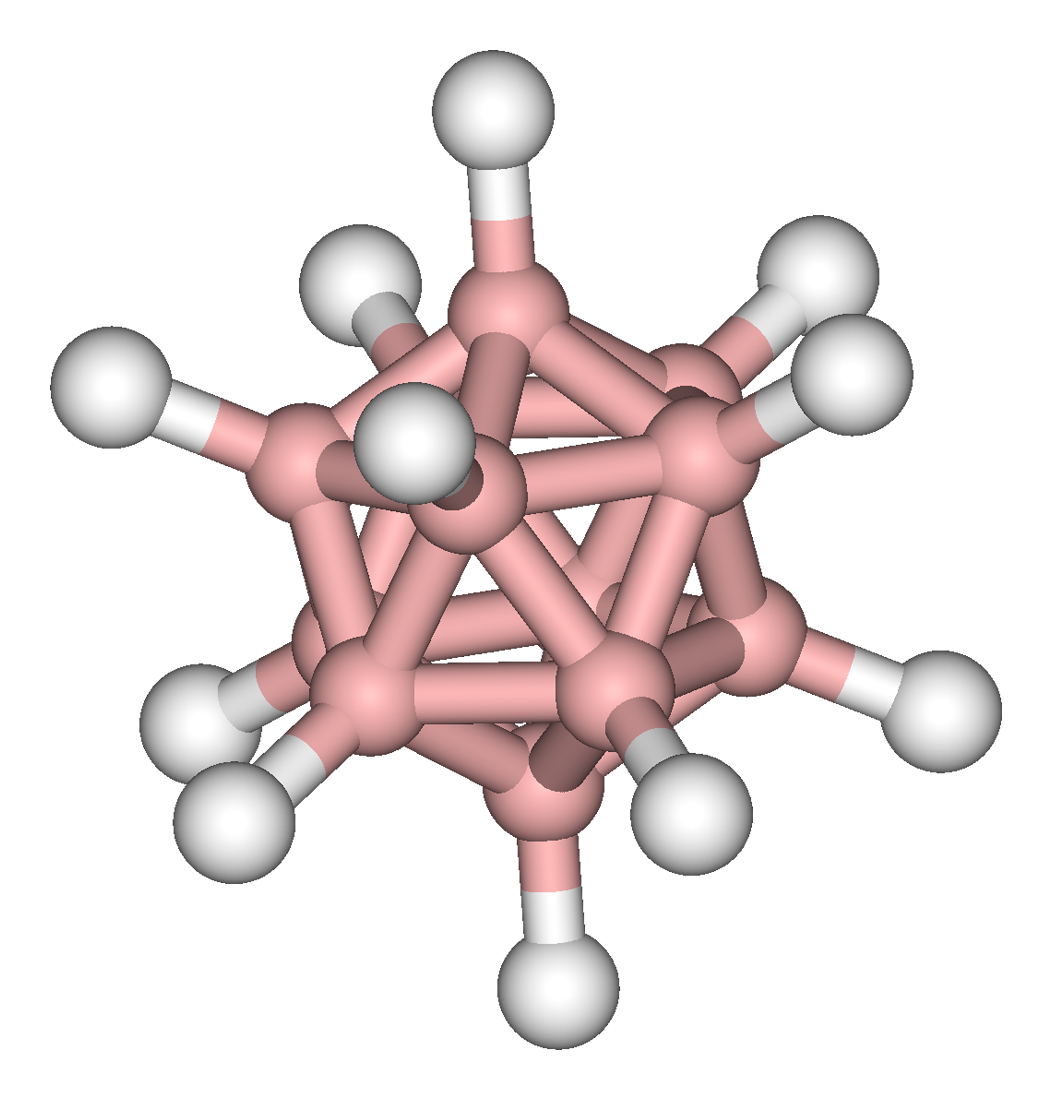
B_{12}H_{12}^{2−}

B6H10 is een typisch voorbeeld. De essentie van de geometrie van het cluster komt neer op een rangschikking van 7 booratomen in een pentagonale bipiramide, waarbij één hoekpunt met het grootste aantal directe buren (5) ontbreekt. Extra waterstofatomen vormen bruggen langs het ontbrekende hoekpunt.
Een opmerkelijke uitzondering op bovenstaande regel vormt B8H12, waarvoor een nido- geometrie verwacht zou worden (gebaseerd op B9H92− met één ontbrekend hoekpunt). De geometrie is vergelijkbaar met B8H14 die gebaseerd is op B10H102−.
De namen voor de serie boranen zijn afgeleid van de dit algemene schema voor clustergeometrie:
- hypercloso- (van het Griekse "over de kooi"), een gesloten, compleet cluster zoals B8Cl8 dat een ietwat vervormde dodecaëder vormt.
- closo- (van het Griekse "kooi") een gesloten, complete cluster, bijvoorbeeld een icosaëder B12H122−
- nido- (van het Latijnse woord voor "nest") B-atomen komen voor op een n+1 deltaëder, bijvoorbeeld B5H9, een octaëder die één hoekpunt mist.
- arachno- (van het Griekse woord voor "spin" of "spinnenweb") B-atomen bezetten de hoekpunten van een n+2 deltaëder, zoals in B4H10, een octaëder waarin 2 hoekpunten ontbreken.
- hypho- (van het Griekse woord voor "net") B-atomen bezetten de hoekpunten van een n+3 deltaëder, een mogelijkheid is dan B8H16, dat de structuur heeft van een octaëder waarin 3 hoekpunten ontbreken.
- conjuncto- (van het Latijnse woord voor "verbonden", "verenigd") 2 of meer van de hierboven genoemde clusters zijn gekoppeld tot één geheel.

## Binding in boranen
Boranen zijn elektrondeficiënte verbindingen en vormen om die reden een probleem voor de gebruikelijke manier van het beschrijven van covalente bindingen waarin gedeelde elektronenparen betrokken zijn. BH3 vormt een trigonaal, vlak molecule (D3h moleculaire symmetrie). Diboraan heeft een structuur waarin waterstofatomen in de binding tussen de twee B-atomen voorkomt (zie bij diboraan. Tussen B-atomen zijn dus blijkbaar meerdere soorten bindingen mogelijk:
- 3 centra, 2 elektronenbinding: B-H-B met waterstof in de binding
- 3 centra 2 elektronenbinding: B-B-B bindingen
- 2 centra 2 elektronenbinding: in B-B, B-H en BH2

Het styx-getal is door Lipscomb geïntroduceerd om het aantal elektronen in de boranen te kunnen berekenen.
- s = aantal 3 centra B-H-B bindingen
- t = aantal 3 centra B-B-B bindingen
- y = aantal "gewone" bindingen tussen twee booratomen: B-B
- x = aantal "gewone" bindingen tussen boor en waterstof: B-H

Hoewel de methode van Lipscomb grotendeels vervangen is door de kwantummechanische benadering, biedt ze nog steeds inzicht in de verdeling van de elektronen, met als resultaat een eenvoudige regel: de PSEPT. Met behulp van deze regel, ook bekend als de regel van Wade, kan het type cluster closo-, nido-, enzovoort voorspeld worden. De kracht van de regel zit hem in het gebruiksgemak en de algemene toepasbaarheid, ook buiten de boraanchemie.
Er wordt nog steeds gewerkt aan een verbetering van de kwantummechanische beschrijving van de binding in boranen. De laatste ontwikkelingen hebben betrekking op een 4 centra, 2 elektronenbinding.

## Chemie van boranen

### Eigenschappen en trends in reactiviteit
Boranen zijn allemaal kleurloos en diamagnetisch. Het zijn reactieve verbindingen; sommigen zijn zelfs pyrofoor. De meeste boranen zijn zeer giftig en speciale voorzorgsmaatregelen tijdens het werken met boranen zijn veelal noodzakelijk.
closo-
Er zijn geen neutrale closoboranen bekend. Zouten van de closoanionen, BnHn2− zijn stabiel in neutrale waterige oplossingen; hun stabiliteit neemt toe met hun grootte. Het zout K2B12H12 is stabiel tot 700°C.
nido-
Pentaboraan(9) en decaboraan(14) zijn de meest stabiele nidoboranen, in tegenstelling tot nido-B8H12 dat al ontleedt boven −35°C.
arachno-
In het algemeen zijn deze clustertypen reactiever dan nidoboranen, maar opnieuw geldt dat de grotere clusters stabieler zijn.

### Synthese and algemene reactiviteit
Boraan BH3
Dit is een belangrijk intermediair in de pyrolyse van diboraan in de productie van hogere boranen.
Diboraan
Diboraan wordt industrieel bereid via de reductie van BF3, en is als zodanig het uitgangspunt voor de bereiding van de hogere boranen. De verbinding is uitgebreid bestudeerd.
Hogere boranen
Typische reacties van boranen zijn:
- elektrofiele substitutie
- splitsing door Lewisbasen
- deprotonering door sterke basen
- opbouwreacties naar clusters met boorhydriden
- reactie van een nidoboraan met een alkyn, wat leidt tot een carboraan cluster

Boranen kunnen optreden als ligand in coördinatieverbindingen. Hapticiteiten zijn bekend van af η1 tot η6, waarbij de elektronen zowel afkomstig kunnen zijn uit een 3-centra-2-elektronenbinding (B-H-B) als uit een "normale" B-B binding. nido-B6H10 kan bijvoorbeeld etheen vervangen in zout van Zeise, er wordt Fe(η2-B6H10)(CO)4 gevormd.
Boranen kunnen reageren tot heteroboranen zoals carboranen of metalloboranen (clusters die zowel boor- als metaalatomen bevatten).